# Салерно (провінція)
Провінція Салерно (італ. Provincia di Salerno) — провінція в Італії, у регіоні Кампанія. 
Площа провінції — 4 918 км², населення — 1 109 781 осіб.
Столицею провінції є місто Салерно.

## Географія

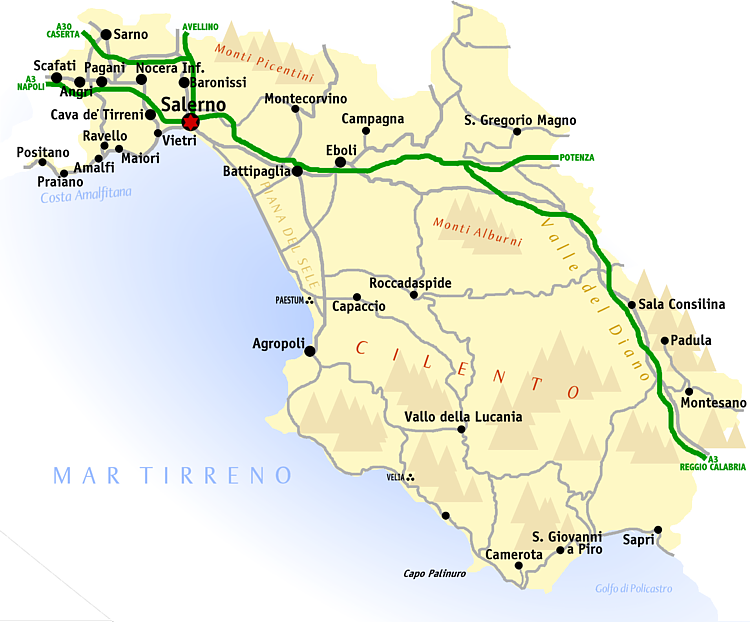
Мапа провінції

Межує на північному заході з провінцією Неаполь, на півночі з провінцією Авелліно, на сході з регіоном Базиліката (провінцією Потенца).

## Основні муніципалітети
Найбільші за кількістю мешканців муніципалітети (ISTAT, 1/7/2008):
- Салерно — 140.476 осіб
- Кава-де'-Тіррені — 53.489 осіб
- Баттіпалья — 51.025 осіб
- Скафаті — 50.498 осіб
- Ночера-Інферіоре — 45.985 осіб
- Еболі — 37.711 осіб
- Пагані — 35.873 осіб
- Ангрі — 31.516 осіб
- Сарно — 31.404 осіб
- Понтеканьяно-Фаіано — 24.985 осіб
- Ночера-Суперіоре — 24.024 осіб
- Капаччо-Паестум — 21.789 осіб
- Меркато-Сан-Северіно — 21.343 осіб
- Агрополі — 20.745 осіб